# 勒潘 (阿列省)
勒潘（法語：Le Pin，法語發音：[lə pɛ̃] ⓘ）是法国阿列省的一个市镇，位于该省东部，属于维希区。

## 地理
勒潘（46°24'45"N, 3°53'39"E）面积21.78 平方千米，位于法国奥弗涅-罗讷-阿尔卑斯大区阿列省，该省份为法国中部省份，北起涅夫勒省、西北接谢尔省，西南至克勒兹省，南至多姆山省，东南临卢瓦尔省，东临索恩-卢瓦尔省。
与勒潘接壤的市镇（或旧市镇、城区）包括：库朗日、莫利内、卢瓦尔河畔莫内泰、圣迪迪耶昂东容、武藏斯河畔圣莱热。

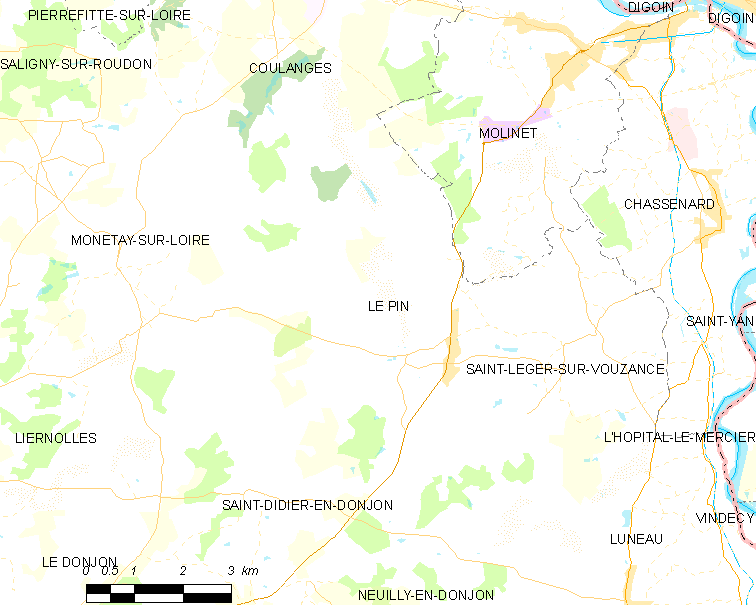
的OSM定位图

勒潘的时区为UTC+01:00、UTC+02:00（夏令时）。

## 行政
勒潘的邮政编码为03130，INSEE市镇编码为03208。

## 政治
勒潘所属的省级选区为贝布尔河畔栋皮埃尔县。

## 人口

1962-2008年间人口变化图示

勒潘于2022年1月1日时的人口数量为431人。